# Macadame (Inhapim)
Macadame é um distrito do município brasileiro de Inhapim, no interior do estado de Minas Gerais. Segundo o censo demográfico de 2022, realizado pelo Instituto Brasileiro de Geografia e Estatística (IBGE), sua população era de 641 habitantes e havia 244 domicílios particulares permanentes ocupados. Possui área de 52,59 km² conforme a Fundação João Pinheiro (FJP). Foi criado pela lei municipal nº 1.331 de 9 de dezembro de 1994.
De acordo com o IBGE, em 2010 a população era de 811 habitantes e havia 372 domicílios particulares.